# 不丹王军
不丹王军（宗喀语：བསྟན་སྲུང་དམག་སྡེ་；威利转写方案：bstan-srung dmag-sde），是一支旨在护卫不丹王国领土和维持内部稳定的军队。不丹国王吉格梅·凯萨尔·纳姆耶尔·旺楚克是最高司令官，王军的最高指挥官是巴图·瑟林少将。 
王军包括了皇室卫队，这是一支直接向国王负责的精锐部队，他们负责不丹国王、不丹王室和其他显贵们的人身安全。不丹有一个非强制性的惯例，那就是每个家庭都会有一个儿子去参军。另外在紧急情况下，政府可能会征召民兵。他们时不时地会协助不丹王家警察维持法律和秩序。

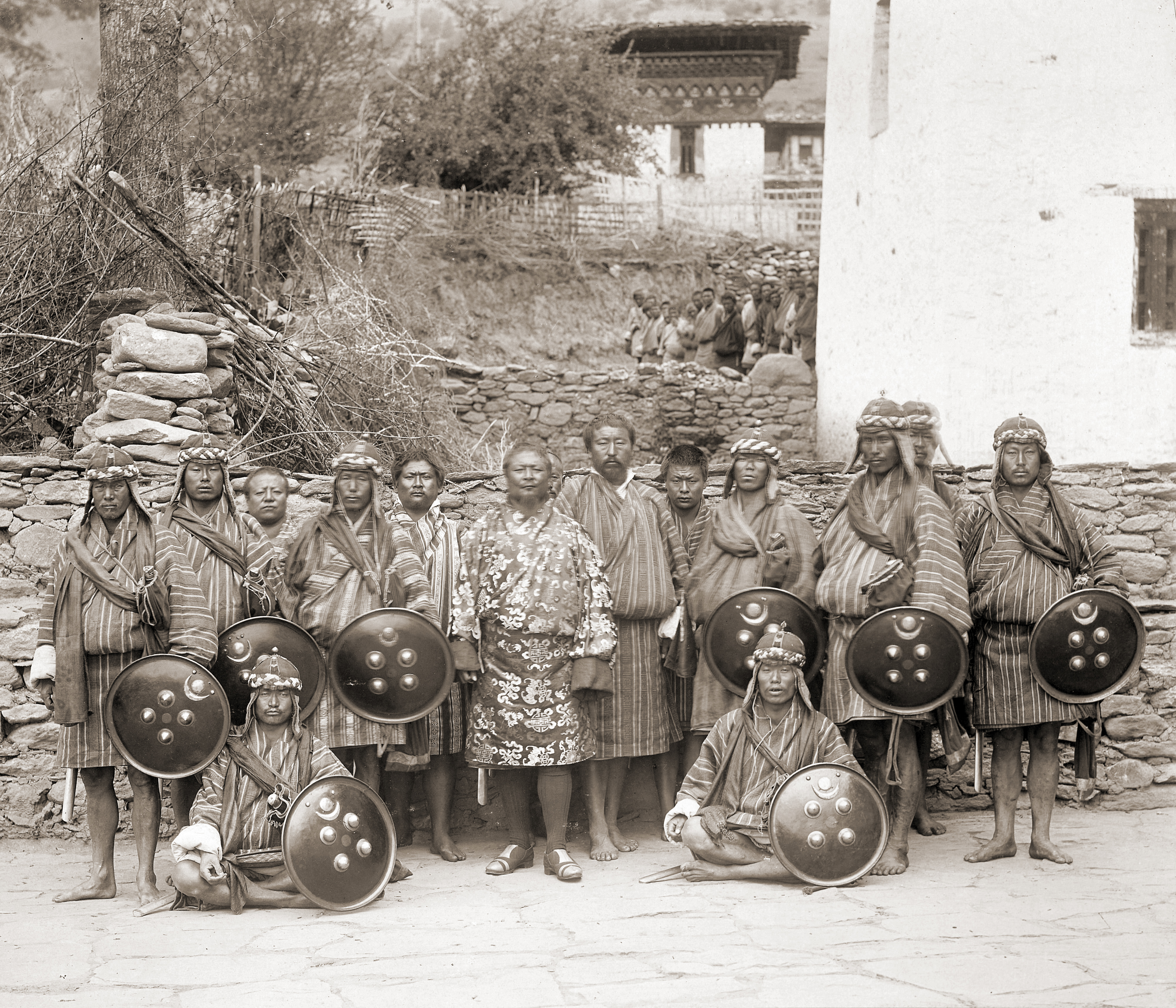
1905年，不丹的第一位国王乌颜·旺楚克与他的护卫们

## 历史
不丹王军成立于1950年代，为了防止中国人民解放军从西藏进攻和来自印度的巨大压力。1958年，王家政府引入了一套征兵制度和建立一个2,500人的常备军。印度政府也不断地督促和施加压力，要求不丹政府结束其中立政策和孤立主义，接受来自印度的经济和军事援助。这是因为印度人認为不丹是其对中国的战略防御系统中最脆弱的一环。不丹接受了印度的要求，印度陆军负责对不丹军队的训练。到了1968年，不丹的目标是一年招募1,000名士兵，到了1990年，不丹王军已经有7,500名士兵了。

## 与印度军队的关系
印度军队在不丹执行着对不丹王军的训练任务。这支队伍被叫做“印度军事教导队（Indian Military Training Team ，IMTRAT）”，其任务是负责训练不丹王军和皇室卫队的训练。不丹王军和皇室卫队的军官们被送到位于浦那的国防学院以及德拉顿的印度军事学院。
边境公路组织的DANTAK计划是一队印度陆军工程部队，他们自从1961年就在不丹了。从那以后，DANTAK就开始对不丹的约1500千米的道路和桥梁的建设和维护负责。巴罗机场和已被废弃的位于Yangphula的机场、直升机停机坪和其他基础设施。尽管他们的初衷是为了满足印度的国防需求，但依旧为不丹的经济发展提供了便利。

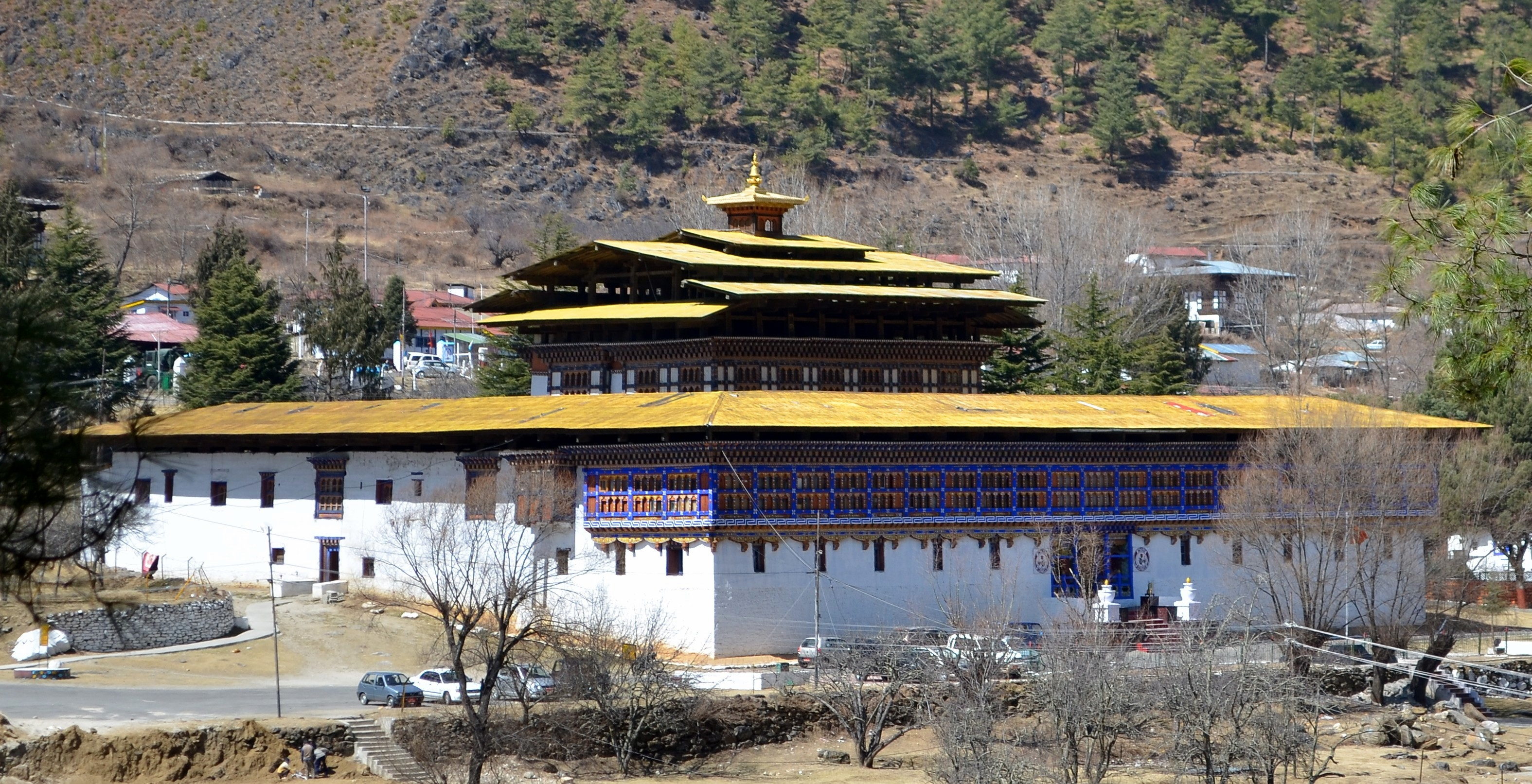
T位于哈阿宗的不丹王军总部

### 陆军航空兵
不丹王军依赖于印度空军的东部航空司令部的协助。在过去的日子里，印度对不丹军队进行了全方面和长期的帮助，包括物质供给和军事训练。印度空军的直升机在2003年的全清行动时将不丹军队的伤兵运到印度去接受治疗。

## 2003：全清行动
在90年代早期，印度的分离主义团体：阿萨姆联合解放阵线（ULFA）、波多民族民主阵线（NDFB）和坎塔普解放组织（KLO）开始秘密地在不丹南部的丛林里设立营地。他们在这些营地训练新兵、储存武器以及攻击印度。不丹政府在1996年开始注意到他们的活动，在1997年这个问题被经常在国会进行讨论。印度政府开始向不丹政府施加压力，要求他们清除这些团体并进行联合军事行动以消灭他们。尽管因为皇室希望和平地解决问题，而拒绝了印度的提议，在1998年与这些激进组织进行了对话，但是直到2003年12月也没有任何结果。
于是王室再也无法容忍他们，在12月13日发布了最后通牒，要求他们在48小时内投降。2003年12月15日，不丹军队对这些组织发动了进攻。

### 打击行动
一支由不丹王军和不丹皇室卫队组成的7,500人的部队袭击了过去六年里建立的20个营地和有2,500名武装人员的30个营地。在2003年12月27日，所有30个营地都被清除。
另外，王军宣布“在阿萨姆联合解放阵线的司令部里发现了超过500把AK47/56突击步枪和其他500件武器，包括火箭筒和迫击炮、10万发子弹和一门高射炮。”
在2004年2月，所有30个营地（阿萨姆联合解放阵线：14个；波多民族民主阵线：11个；坎塔普解放组织：5个）和40个观察哨被摧毁。超过500名武装人员被杀，幸存者被移交给阿萨姆政府，而缴获的武器弹药则交予印度政府。
有10名王军士兵阵亡和20名王军士兵受伤。

## 人员
在2013年，不丹王军有7,500名现役军人，比2012年减少了2,500人，这是因为不丹政府新推出的一项旨在降低训练强度和加强民兵训练的计划所导致的。

### 军队福利计划
军队福利计划 (AWP)是一个商业化的事业单位，旨在向不丹王军的退役人员提供贷款、退休金和就业机会。拥有三个生产酒精饮料的工厂，分别位于盖莱普宗、萨鲁德鲁琼卡尔宗和萨姆宗，他们每年生产超过1千万升的酒精饮料，其中50%供给国内市场，剩余的出口到印度。他们生产的最有名的牌子是黑山威士忌。

## 武器装备
不丹王军是一支主要装备轻兵器的步兵部队，其装备主要来自印度。

### 枪械
- 白朗寧大威力手槍
- MPi-KMS 72
- AK-101
- AK-104
- INSAS
- FN FAL（RFI SLR）
- HK G3
- 巴雷特M82
- GP-25

### 步兵支援武器
- 80mm 迫击炮

### 装甲车
- BTR-60
- MPV-1

### 飞行器
不丹王军装备了10架米-8直升机。